# Marktoberdorf
Marktoberdorf város Németországban, azon belül Bajorországban, az Ostallgäu járás székhelye. Lakosainak száma 19 033 fő (2023. december 31.). Marktoberdorf Wald, Lengenwang és Unterthingau községekkel határos.

## Városrészei
| - Balteratsried - Bertoldshofen - Burk - Engratsried - Ennenhofen - Ettwiesen - Fechsen | - Gehren - Geisenried - Hagmoos - Hattenhofen - Hausen - Heiland - Hummeratsried | - Kohlhunden - Leuterschach - Liebwies - Marktoberdorf - Osterried - Rieder - Ronried | - Schwenden - Selbensberg - Sulzschneid - Thalhofen an der Wertach - Weibletshofen - Weißen |

## Története
1299 és 1803 között Oberdorf az Augsburgi Hercegpüspökség (Hochstift Augsburg) része, majd a Bajor Választófejedelemség része volt.
1453-ban a Oberdorf piaci jogot kapott. (Markt Oberdorf)
1953-ban a település városi jogot kapott és a neve Marktoberdorf lett.

## Galéria

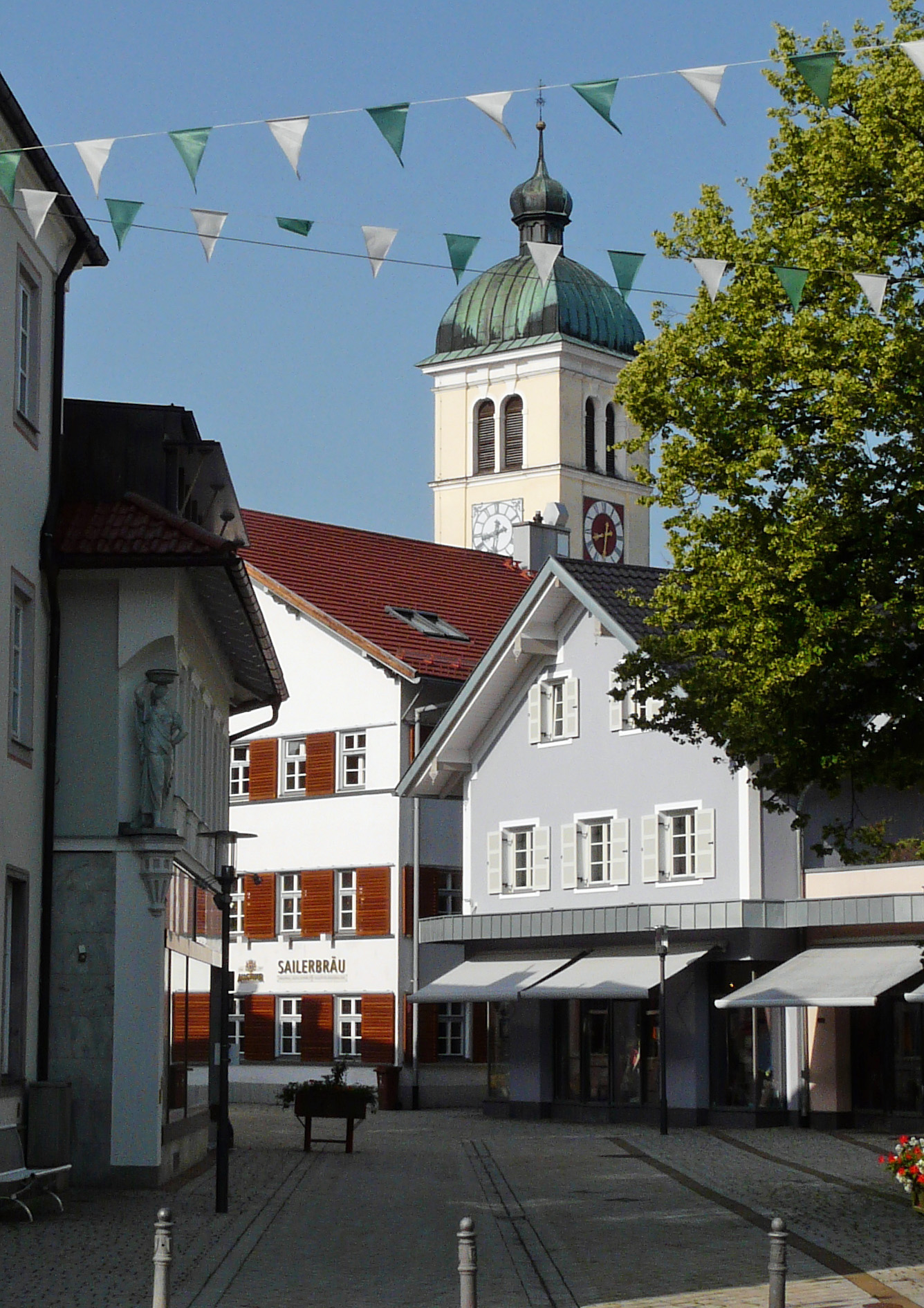
A piactér
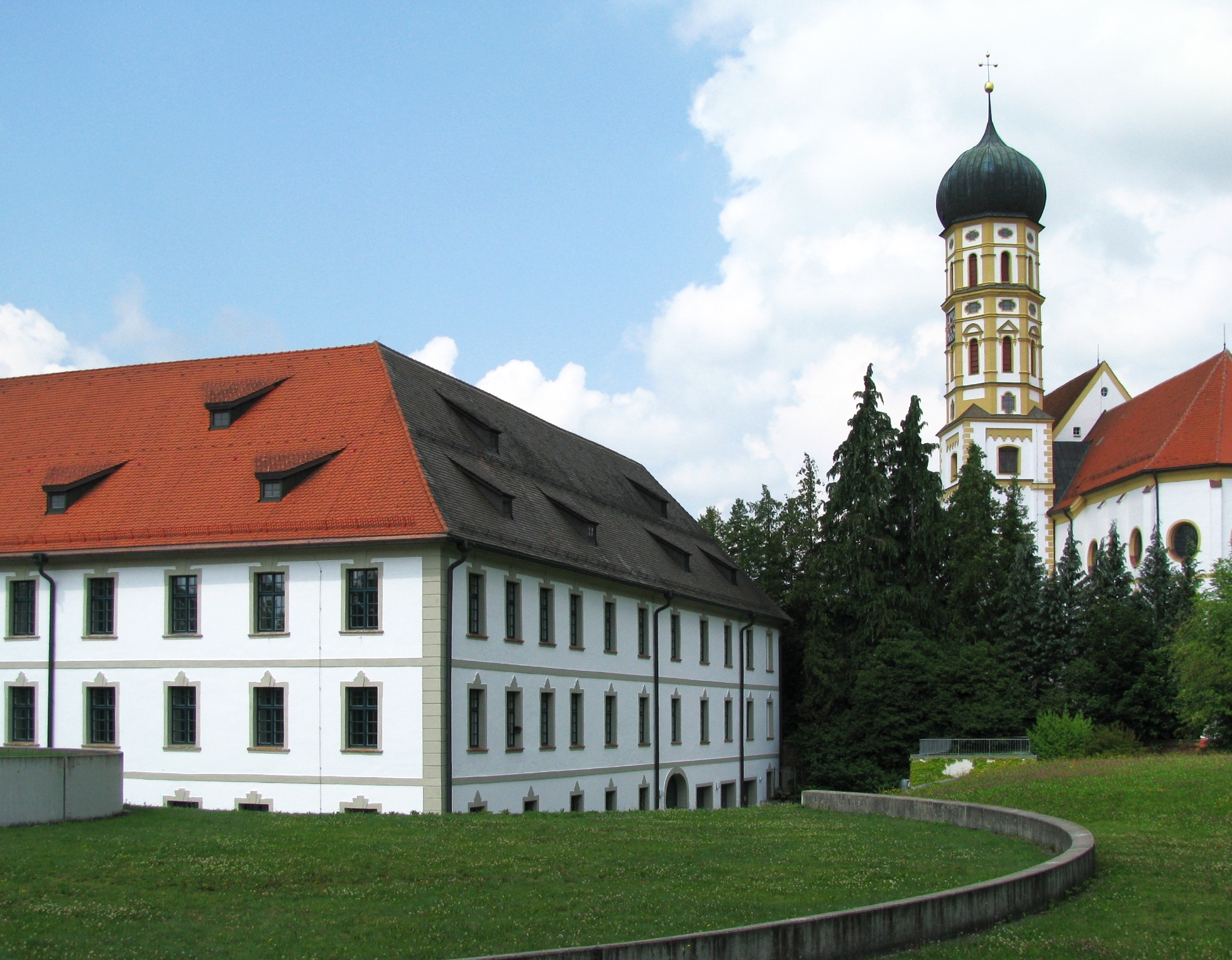
A volt püspöki palota
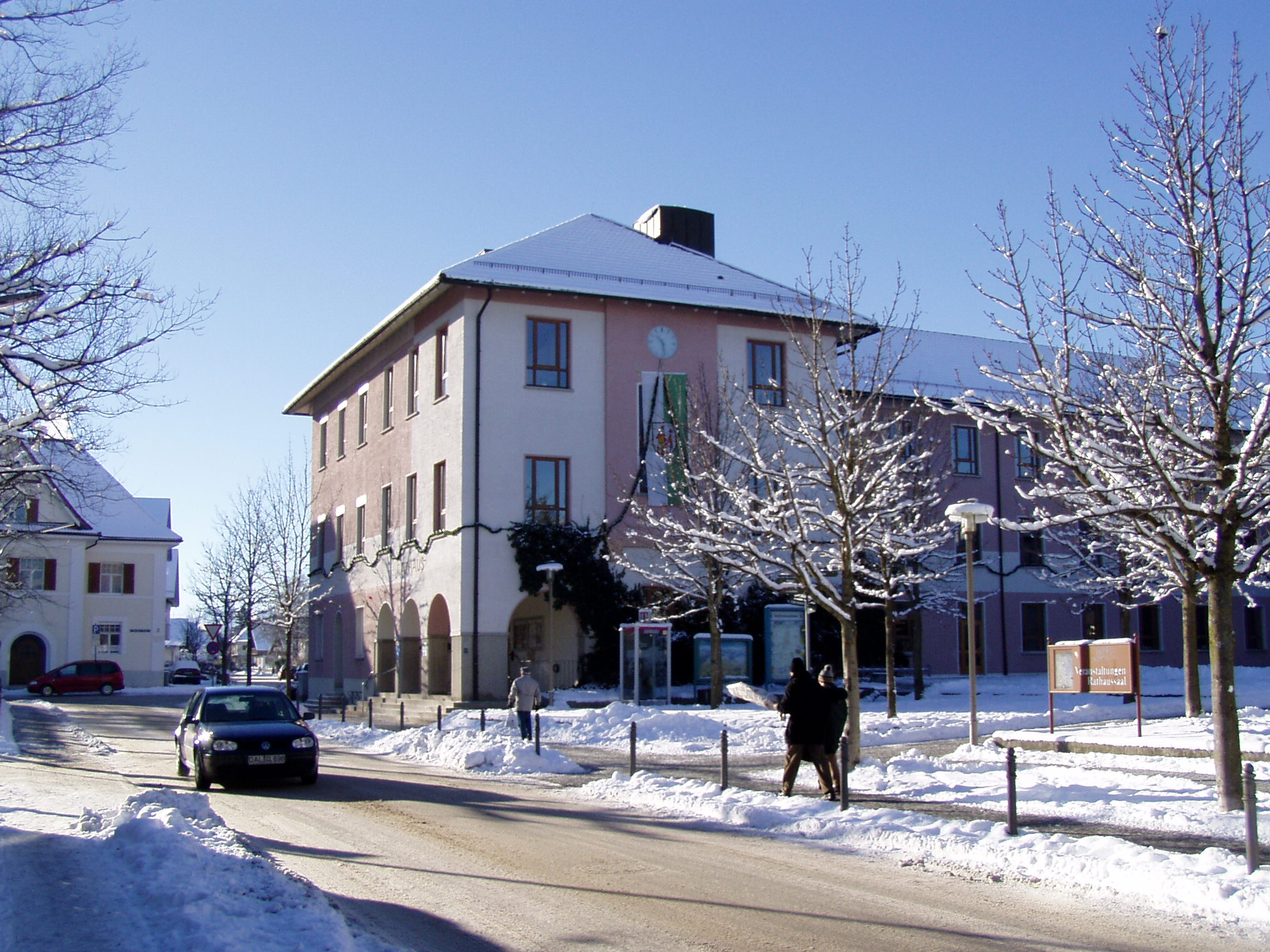
A tanácsház
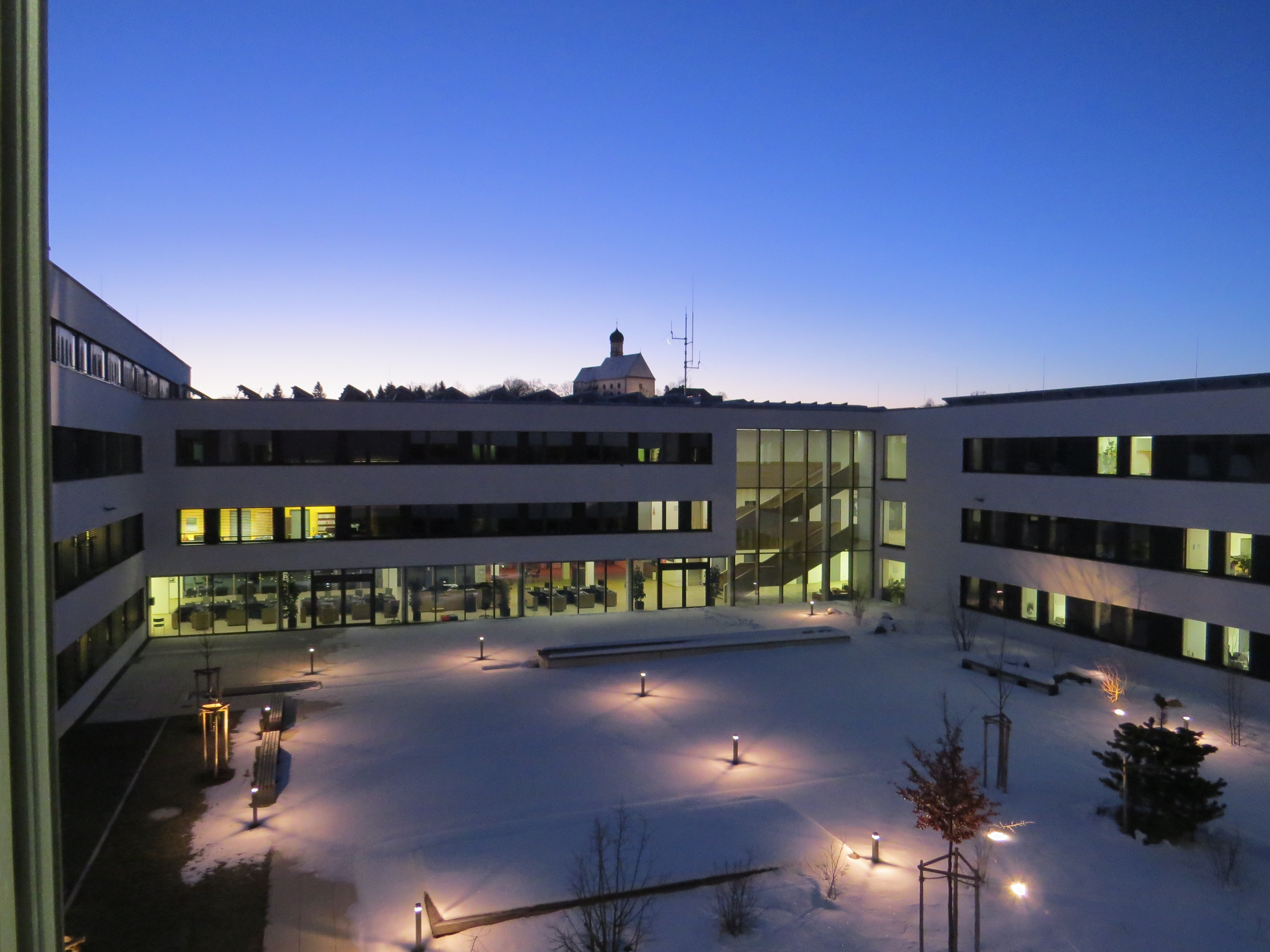
A járási hivatal
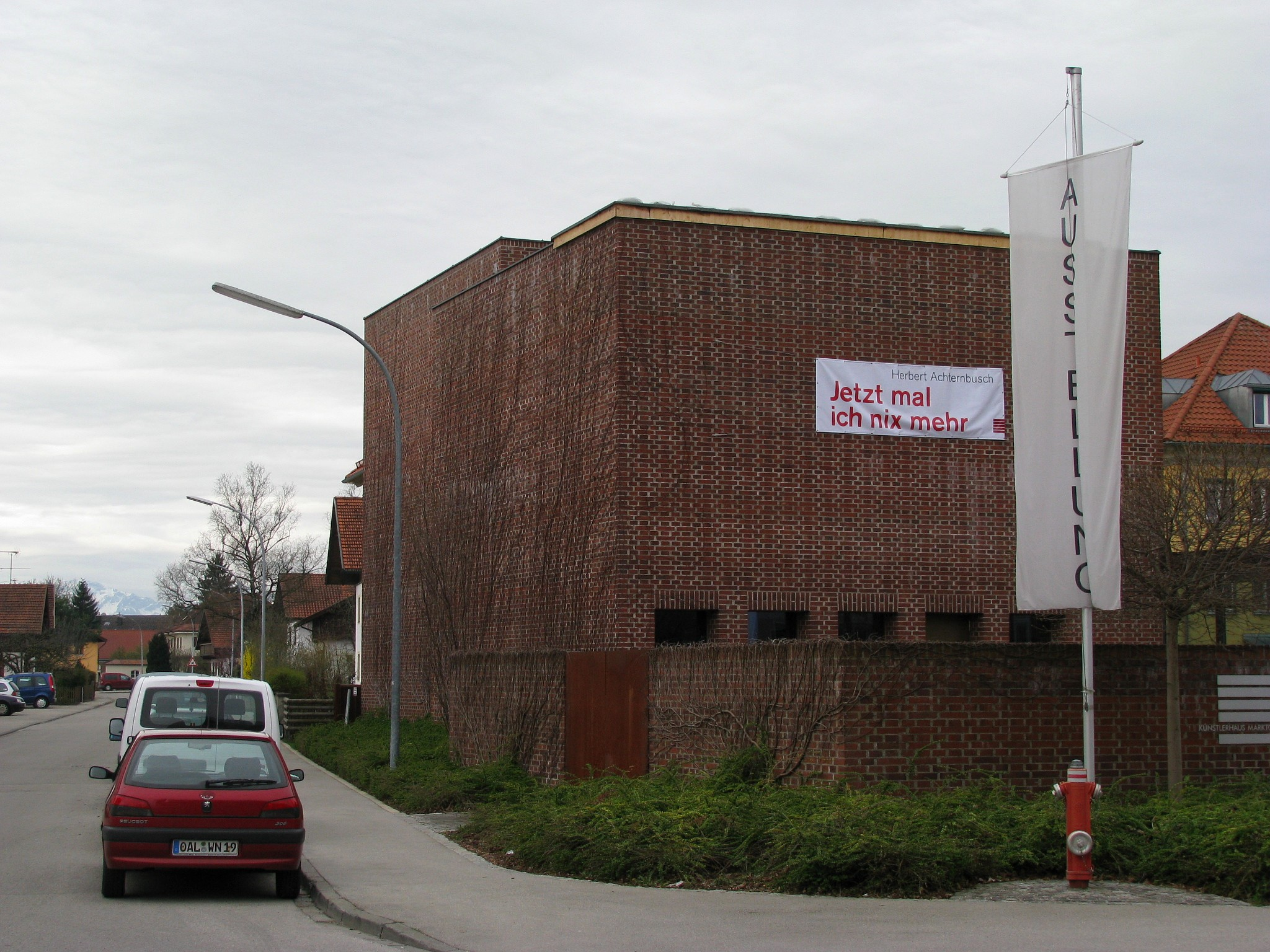
Künstlerhaus Marktoberdorf

## Népesség
A település népessége az elmúlt években az alábbi módon változott:
| Lakosok száma | 15 040 | 14 251 | 18 072 | 18 039 | 18 170 | 18 349 | 18 396 | 18 539 | 18 809 | 19 033 |
|               | 1970   | 1975   | 2011   | 2012   | 2014   | 2015   | 2017   | 2019   | 2022   | 2023   |